# 辛光洙
辛 光洙（シン・グヮンス、シン・グァンス、1929年〈昭和4年〉6月27日 - ）は、韓国の政治犯。日本人拉致に関わった北朝鮮の工作員である。通称「坂本（さかもと）」。1978年に福井県若狭に住む若い男女地村保志と妻の富貴恵を拉致した実行犯で、1980年に原敕晁を拉致し、戸籍を横領して「原敕晁」名義の運転免許証や旅券を取得してなりすまし、日本や韓国で工作活動した。

## 人物

### 生い立ち
1929年（昭和4年）に静岡県浜名郡新居町（現・湖西市）で、土木作業員の辛チョンダルを父に、徐ミョンダムを母に五男二女の五男として生まれた。幼少期の日本名は「立山 富蔵」（たてやま とみぞう）で、のちに兵庫県尼崎市へ一家で移住して立花第一尋常小学校に入学する。小学3年時に富山県高岡市へ移り高岡市立下関国民学校に転校した。国民学校から高等国民学校に進み、卒業後の1943年に高岡工芸学校（現在の富山県立高岡工芸高等学校）機械科に入学した。
1945年8月の太平洋戦争終結後に高岡工芸学校を中退して日本を離れ、慶尚北道浦項市鶴山洞で定住して浦項中学校に編入した。浦項中学で左翼運動にかかわったとして指名手配され、兄を頼ってソウルへ逃走し、ソウルで旧制普成中学校へ編入が許可された。1950年に朝鮮戦争の勃発で北朝鮮義勇軍に志願入隊して前線の戦闘に参加した。1952年に朝鮮労働党へ入党が許可され、53年に勲功メダルを授与された。1954年にブカレスト工科大学予科へ入学して1960年に機械工学部を卒業し、機械技師資格を取得して北朝鮮に帰国した。日本語、英語、朝鮮語、ロシア語の4か国語を話す。1960年から1971年までエリートエンジニアとして朝鮮科学院で研究生活を送り、元女優と1度結婚したが妻と死別し、のちに李元求（リ・ウォング）と見合い再婚して一男三女をもうけた。1971年に朝鮮労働党の命令で工作員となった。

### 日本での工作活動
1973年に元山港から工作船で能登半島に不法入国し、大阪方面、長野県、ついで東京の在日朝鮮人で子連れの寡婦だった朴春仙（パク・チュンソン）の家で暮らし始めた。当時の暮らしぶりを、石高健次が1994年頃に朴から聴き取る。辛は2階の1室を借りて住みこんだが来客を嫌い、2階の部屋に閉じこもるほど、工作活動の漏洩には注意していた。外出して書籍を買ってくる時は決まって防衛、軍事関係など日本政府の白書だった。北朝鮮への郵送物は自分では行かず、朴が代わりに行くことが多かったが、絶対に「東京国際郵便局に行ってくれ。近所の郵便局ではだめだ」と話した。石高が朴からこれらのことを聞くことができたのは、朴からの依頼であり、「私がかつてスパイ（＝辛）と暮らしていたから」と話を切り出したという。辛はのちに朴に対し自分が工作員である旨を話しているが、朴は土台人ではなく、本人は知らぬ間に協力させられていたのである。1974年秋、朴は辛の子どもも身ごもったが、最終的に出産を断念した。傷心の朴を辛は北陸方面への旅行に誘った。辛は滑川市の海岸で1時間半くらい調べごとをし、朴は東京に帰されたので日帰り旅行となった。2、3か月後に九州旅行に誘われて宮崎市の海岸まで出かけたが、いつもは受信ばかりなのに今回は朝鮮語で発信もしていた。1975年も後半になると、辛光洙は出張の方が多くなって家を空けることが多くなった。1976年2月に辛光洙は、家を出て北朝鮮へ3年ほど帰ることを春仙に告げた。大阪で工作活動し、一段落した1976年8月に以前春仙と行った滑川の海岸から北朝鮮へ密出国した。ここまでが第1回目の浸透であった。
平壌に召喚されたのちに1976年9月下旬から12月まで平壌直轄市龍城区域の龍城5号招待所で密閉収容されて政治学習などを行い、1977年1月から半年間工作員養成機関である金星政治軍事大学の外国語班で外国語を習得した。のちに万景台区域に移り、半年間、政治思想と通信技術、化学暗書法などの再教育を受け、78年から79年にかけて日本人化の再教育を受けた。1980年2月に2回目の浸透工作のために日本へ再派遣された。再派遣に際して金正日朝鮮労働党書記は、直接辛光洙に対し「日本人を拉致して北に連行し、日本人として完全に変身した後、対韓国工作活動を続けよ」と指示した。

### 原敕晁拉致事件
辛光洙事件の被害者である原敕晁は、在日朝鮮人の李三俊（星山俊夫）が経営する大阪市生野区鶴橋の中華料理店「宝海楼」にコックとして働いていた。辛光洙は、1973年（昭和48年）に日本に密入国して以来、何度も北朝鮮との間を往復し、在日朝鮮人を工作員として組織する一方、韓国についての情報を集めるなどの職務に就いていた。辛は李三俊に、未婚で親類縁者がなく、日本のパスポートを一度も発給されたことがなく、前科もなくて顔写真や指紋が当局にとられていない、また、借金や銀行預金がなく、長期間行方不明になっても騒がれる心配がない、45歳から50歳くらいの日本人男性を探せという指示を出した。
李三俊は、自身が経営する鶴橋・千日前通の「宝海楼」の従業員原敕晁に目をつけた。原が独身で身寄りがないと思われていたからであった。李三俊は原に「いつまでもこの仕事ではきついだろう。知り合いに事務職を募集している会社があるから、そちらに行ってみてはどうか」と持ちかけ、貿易会社の社員になることを勧めた。こうして「貿易会社」による原敕晁の面接がおこなわれることになったが、貿易会社の重役として辛光洙らとともに臨んだのが大阪朝鮮初級学校元校長の金吉旭であった。金吉旭自身は、日本人で45歳から50歳くらいの男性と20歳くらいの女性の拉致を命じられていた。
こうして1980年6月、宮崎県青島海岸で、日本人原敕晁を李三俊・金吉旭らと共謀して拉致、同人になりすまして海外渡航を繰り返した。

### 逮捕・収監
1985年2月にソウル特別市内で韓国当局に逮捕され、その取り調べによって辛は転向表明して日本人を拉致したこと、その拉致した日本人に「背乗り」（はいのり）、つまり成りすまして工作活動を行ってきたことを自供した。韓国の裁判所はこれを事実として有罪判決を下した。
逮捕に至った手がかりは、辛光洙が日本で利用していた土台人のネットワークを構成する者が、辛光洙のことを日韓の公安当局に通報したことによる。12月に死刑判決を受け、転向表明を撤回する、1988年12月20日に無期懲役に減刑。全州刑務所に収監。
辛の兄が刑務所の面会時に早期の出所のため、弟に転向を勧めたが「北に残された家族がいるから話せないのだ」と拒否している。

### 釈放・送還
1999年12月31日に金大中大統領によるミレニアム恩赦で釈放され、釈放後はソウルにあるキリスト教系団体の「良心囚後援会」が運営する「出会いの家」に滞在し他の元政治犯と共同生活を送る。2000年1月9日に滞在先へ朴春仙と日本のジン・ネット取材団が訪問して面会するも辛とトラブルになった。
2000年9月2日、「非転向長期囚」として北朝鮮に送還された。北朝鮮では、英雄として辛の記念切手が販売されている。
さきの調理師のほかに現在帰国している一部の被害者や、新潟県新潟市で拉致された13歳の横田めぐみらの拉致に、辛光洙と「朴」と名乗るチェ・スンチョルが実行犯として関わっていたことが、2005年12月30日に明らかにされた。
警視庁公安部は、福井県小浜市から地村保志と妻の富貴恵を北朝鮮に連れ去った（1978年7月）ほか原敕晁（ただあき）を拉致した（1980年6月）国外移送目的略取と国外移送の容疑で2006年2月23日に再度逮捕状を取得し、3月3日に辛光洙をICPOを通じて国際手配して所在の確認と身柄の引き渡しを北朝鮮に要求している。
2016年7月25日に放送された朝鮮中央テレビの映像で、辛光洙とみられる人物の姿が8年ぶりに確認された。2024年12月現在は北朝鮮のテレビに映る機会がなく、近況は不明となっている。

## 経歴
- 1929年6月27日 5男2女の兄弟の5男として静岡県浜名郡新居町に生まれる
- 1936年4月 尼崎市立立花第一尋常小学校に入学
- 1938年12月 高岡市立下関国民学校に転校
- 1942年4月 同校高等部に進学
- 1943年4月 高岡工芸高校機械科に進学
- 1945年10月 慶尚北道浦項市に転居
- 1950年7月 朝鮮戦争の勃発で北朝鮮義勇軍に入隊（28年除隊）
- 1952年5月 朝鮮労働党入党
- 1954年9月 ルーマニア・ブカレスト工業大学予科に入学
- 1955年9月 同大学機械学部に進学（35年8月卒業）
- 1960年10月 北朝鮮に帰国、科学院機械工学研究所研究員
- 1962年4月 李元求と結婚
- 1971年2月頃 対南工作員に選抜、以後1973年6月下旬まで清津市内の招待所で政治思想学習・通信技術教育・工作実務教育を受ける
- 1973年7月4日 石川県鳳至郡の海岸から日本に浸透、工作活動に従事
- 1976年9月 富山県滑川市の海岸から脱出、北朝鮮に戻る
- 1976年9月下旬 - 12月下旬 龍城5号招待所で政治思想学習などの教育を受ける
- 1977年1月 - 6月 龍城区域にある金星政治軍事大学で外国語班課程で教育を受ける
- 1977年7月 - 12月 平壌直轄市万景台区域の万景台4号招待所で工作実務教育を受ける
- 1978年1月 - 1980年2月 龍城5号招待所で日本人化のための教育を受ける
- 1980年4月 宮崎県日向市から浸透、工作活動に従事
- 1980年6月 宮崎県青島海岸から原敕晁を拉致、同行して北朝鮮に戻る
- 1980年6月 - 11月 龍城区域の龍城1号招待所で政治思想、日本人化などの教育を受ける
- 1980年11月 宮崎県青島海岸から浸透、工作活動に従事
- 1982年3月 原敕晁として成田から出国、北朝鮮に戻る
- 1982年3月 - 5月 工作活動に関する報告を行い、教育を受ける
- 1982年5月 成田から入国、工作活動に従事
- 1983年5月 成田から出国、北朝鮮に戻る
- 1983年6月 - 11月 東北里3号招待所で教育を受ける
- 1983年11月 成田から入国、工作活動に従事
- 1984年3月 成田から出国、北朝鮮にもどる
- 1984年4月 - 10月 工作活動に関する報告を行い、教育を受ける
- 1984年10月 成田から入国、工作活動に従事
- 1985年2月 成田から韓国に入国。逮捕。
- 1985年11月 ソウル地裁で死刑判決
- 1999年12月 恩赦で釈放
- 2000年9月 北朝鮮に送還
- 2006年4月 警視庁公安部は、原敕晁拉致容疑の主犯として逮捕状の発付を得る[17]

## 演じた人物
- 『めぐみへの誓い』2020年、演：大鶴義丹（役名は「辛光春」）[18]